# Montesa
|  | Aquest article tracta sobre el municipi valencià de Montesa. Vegeu-ne altres significats a «Montesa (desambiguació)». |

Montesa és un municipi del País Valencià a la comarca de la Costera. Limita amb l'Alcúdia de Crespins, Canals, Xàtiva i Vallada (a la mateixa comarca), i amb Aielo de Malferit i Enguera (a la Vall d'Albaida i la Canal de Navarrés respectivament).

## Geografia
Construït a la Vall de Montesa, el relleu forma una ampla vall recorreguda pel riu Cànyoles en direcció sud-oest nord-est i limitat en la seua part septentrional per una ramificació de la serra d'Énguera. Les alineacions muntanyenques són de naturalesa cretàciques, mentre que el fons de la vall, amb una altitud mitjana de 249 msnm es troba ocupat per molasses miocenes.

## Història
Vestigis d'un assentament iber en la partida de la Canyada i una làpida funerària romana són els antecedents poblacionals més antics que s'hi ha trobat; en època musulmana fou un important castell que, rere la caiguda del de Xàtiva, en 1244, obligà a Jaume el Conqueridor a pactar, en 1248, la permuta dels pobles de Montesa i Vallada i a deixar com a Cadi al Califa Ab Ya Far Yahyo; allí es van mantenir els musulmans fins a la revolta de 1277 en què foren definitivament derrotats per Pere II el Gran (1240-1285) i venuts com esclaus; al Cadi se'l va atorgar un salconduit perquè abandonés el regne; Alfons I el Franc (1256-1291) va donar carta pobla el 1289 per a 150 veïns, juntament amb Vallada; rere l'anihilació de l'orde del Temple, en 1312, Jaume II, el Just (1267-1327) encetà els tràmits per a la creació d'un nou orde aportant la Vila Reial de Montesa com a seu; el 1319, una vegada constituïda l'orde de Montesa, el rei va donar-la el terme perquè hi edifiqués el seu centre religiós; en 1706 tropes angloportugueses assetjaren la vila, que s'havia decantat pel borbó; en la nova distribució política del regne, Montesa fou cap d'una de les governacions; el terratrèmol de Montesa del 1748 (de fet dos tremolors, 23 de març i 2 d'abril) destruïren el monestir i el castell i obligaren els frares a traslladar-se a València, on fundaren el monestir del Temple; en 1835 l'extinció del senyorius despullà l'orde de les seues possessions a Montesa, que passaren a mans particulars.

## Demografia
| 1990  | 1992  | 1994  | 1996  | 1998  | 2000  | 2002  | 2004  | 2005  | 2007  | 2013  | 2015  | 2018  | 2021  |
| ----- | ----- | ----- | ----- | ----- | ----- | ----- | ----- | ----- | ----- | ----- | ----- | ----- | ----- |
| 1.248 | 1.270 | 1.244 | 1.260 | 1.258 | 1.256 | 1.353 | 1.400 | 1.414 | 1.425 | 1.333 | 1.257 | 1.180 | 1.149 |

## Política i govern

### Composició de la Corporació Municipal
El Ple de l'Ajuntament està format per 9 regidors. En les eleccions municipals de 26 de maig de 2019 foren elegits 4 regidors del Partit Popular (PP), 3 de Compromís per Montesa (Compromís) i 2 del Partit Socialista del País Valencià (PSPV-PSOE).
| Eleccions municipals de 26 de maig de 2019 - Montesa                                                                                       |                                          |                                     |                                     |      |          |          |
| Candidatura | Candidatura                              | Candidatura                         | Cap de llista                       | Vots | Vots     | Regidors |
| | Partit Popular                           |                                     | Carmen Cerdà Garcia                 | 314  | 38,25%   | 4 (+1)   |
| | Compromís per Montesa                    |                                     | Analía Juan Guillén                 | 306  | 37,27%   | 3 ()     |
| | Partit Socialista del País Valencià-PSOE |                                     | José Barberà Ferrer                 | 190  | 23,14%   | 2 (-1)   |
| | Vots en blanc                            |                                     |                                     | 11   | 1,34%    |          |
| Total vots vàlids i regidors | Total vots vàlids i regidors             | Total vots vàlids i regidors        | Total vots vàlids i regidors        | 822  | 100 %    | 9        |
| | Vots nuls                                | Vots nuls                           | Vots nuls                           | 24   | 2,84%    |          |
| Participació (vots vàlids més nuls) | Participació (vots vàlids més nuls)      | Participació (vots vàlids més nuls) | Participació (vots vàlids més nuls) | 845  | 87,11%** |          |
| Abstenció | Abstenció                                | Abstenció                           | Abstenció                           | 125* | 12,89%** |          |
| Total cens electoral | Total cens electoral                     | Total cens electoral                | Total cens electoral                | 970* | 100 %**  |          |
| Alcaldessa: Analia Juan Guillén (Compromís) (15/06/2019) Per majoria absoluta dels vots dels regidors (5 vots: 3 de Compromís i 2 de PSPV) |                                          |                                     |                                     |      |          |          |
| Fonts: JEC, JEZ Xàtiva, M. Interior, Periòdic Ara. (* No són vots sinó electors. ** Percentatge respecte del cens electoral.)              |                                          |                                     |                                     |      |          |          |

### Alcaldia
Des de 2017 l'alcaldessa de Montesa és Analía Juan Guillén de Compromís per Montesa (Compromís).
| Període                       | Alcalde o alcaldessa                    | Partit polític      | Data de possessió     | Observacions       |
| ----------------------------- | --------------------------------------- | ------------------- | --------------------- | ------------------ |
| 1979–1983                     | Silverio P Sanz Navarro                 | CIC                 | 19/04/1979            | --                 |
| 1983–1987                     | Antonio Molto Sanchis                   | AP-PDP-UL-UV        | 28/05/1983            | --                 |
| 1987–1991                     | Ricardo Barbera Vila                    | PSPV-PSOE           | 30/06/1987            | --                 |
| 1991–1995                     | Vicente M. Olivares                     | UV                  | 15/06/1991            | --                 |
| 1995–1999                     | Vicente M. Olivares                     | UV-CVC              | 17/06/1995            | --                 |
| 1999–2003                     | José Albalat Grimaltos                  | PP                  | 03/07/1999            | --                 |
| 2003–2007                     | José Albalat Grimaltos                  | PP                  | 14/06/2003            | --                 |
| 2007–2011                     | José Albalat Grimaltos                  | PP                  | 16/06/2007            | --                 |
| 2011–2015                     | Juan Garcia i Cerdà José Barberà Ferrer | Bloc PSPV-PSOE      | 11/06/2011 08/06/2013 | Pacte de govern -- |
| 2015–2019                     | José Barberà Ferrer Analía Juan Guillén | PSPV-PSOE Compromís | 13/06/2015 09/06/2017 | Pacte de govern -- |
| 2019-2023                     | Analía Juan Guillén                     | Compromís           | 15/06/2019            | --                 |
| Des de 2023                   | n/d                                     | n/d                 | 17/06/2023            | --                 |
| Fonts: Generalitat Valenciana |                                         |                     |                       |                    |

## Monuments

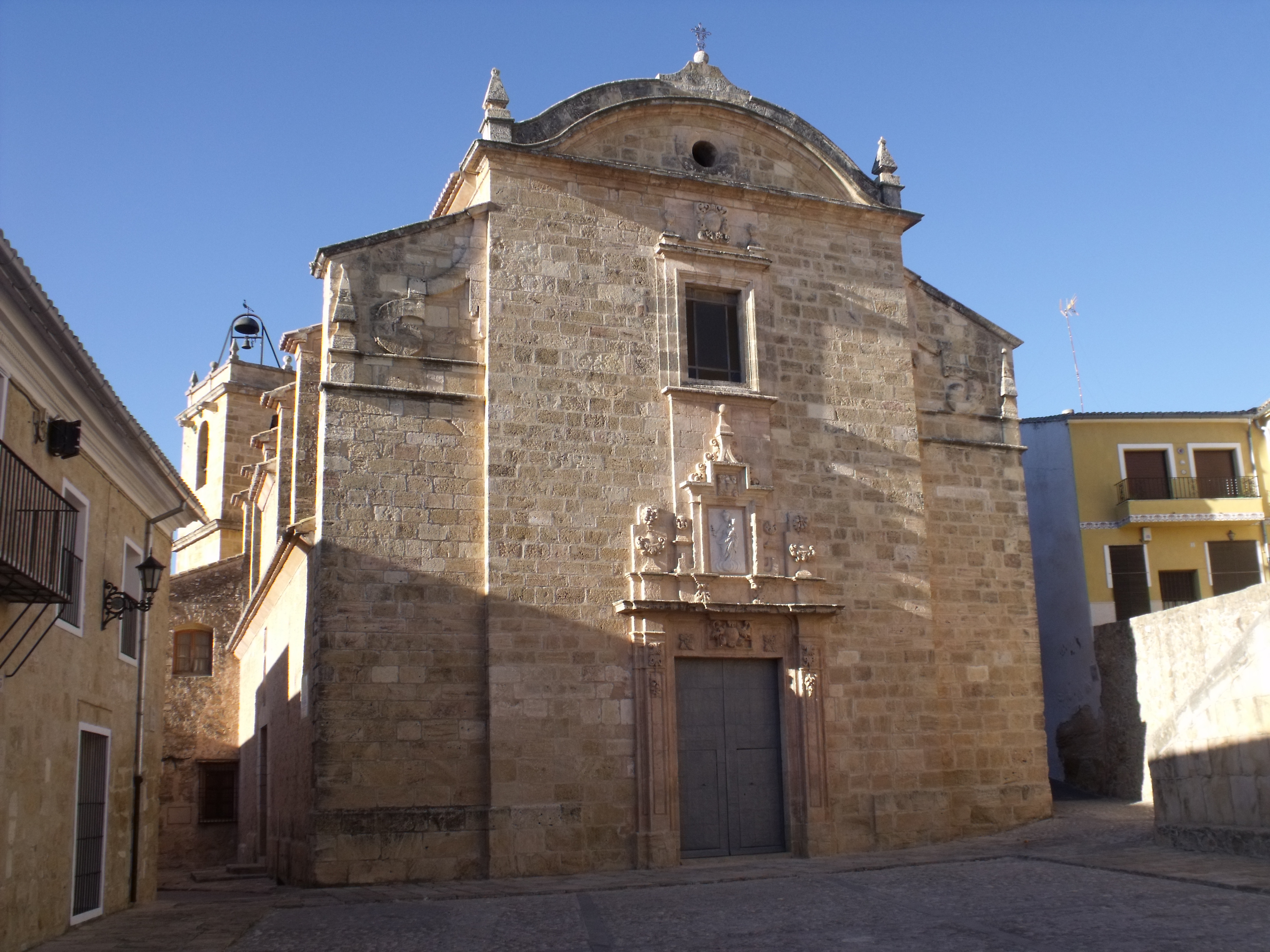
Església de l'Assumpció de Montesa

- Castell de Montesa. La història del qual és la història del poble. Està declarat Monument Nacional des de 1929. S'assegura que en la seua època d'esplendor el seu pati d'armes podia albergar 2000 soldats. El terratrèmol de 1748 i l'abandó l'han deixat en estat ruïnós encara que són visibles la Sala Capitular, l'església, el claustre i altres dependències. Romanalles seues hi ha en el Museu Parroquial, i en el Palau de la Generalitat, on es conserva la porta de les cambres del Mestre de l'orde.
- Casa Abadia. Segle XVI. Important façana de pedra.
- Casa de la Vila. Segle XVII.
- Església de la Mare de Déu de l'Assumpció. Construïda entre 1693 i 1702 sobre una més antiga. Conserva interessants pintures i un retaule d'estil gòtic.
- Museu Parroquial. Ubicat en un edifici del XVI amb restes del castell i interessants obres d'art sacre.
- Ermita de la Santa Creu. Segle XVI.
- Ermita de Sant Sebastià. Segle XVI, però molt reformada per la qual cosa la seua fesomia no s'assembla gens a l'original.
- Ermita del Calvari. Segle XVIII.

## Festes i celebracions
Montesa celebra les festes patronals en honor del Santíssim Crist del Calvari, la Relíquia de Santa Espina i la Mare de Déu del Castell. El dia principal, el de la Mare de Déu del Castell, sempre recau en el primer diumenge de setembre i, a partir d'eixe dia, s'organitzen totes les festes. Normalment comencen a la fi d'agost i principis de setembre.
A més, des de l'any 1982, durant la setmana del 9 d'octubre se celebren festes de Moros i Cristians, sent el principal acte la desfilada de les comparses.